# 拓跋窟咄
拓跋窟咄（?—386年），追尊魏昭成帝拓跋什翼犍之子，魏道武帝拓跋珪的叔叔。

## 生平
建国三十九年（376年），拓跋什翼犍死去，前秦大司马苻洛认为拓跋窟咄年长，逼迫他迁徙到长安，苻坚以礼节对待拓跋窟咄，让拓跋窟咄进太学读书，教给他书写和学问。后来因为祸乱，拓跋窟咄跟随西燕的慕容永向东迁徙，慕容永任命拓跋窟咄为新兴郡太守.
登国元年（386年），刘显谋杀拓跋珪的计划失败后，于八月派遣弟弟刘亢泥等人迎接拓跋窟咄，于是逼迫北魏南部边境。北魏的附属部落骚动。拓跋珪左右大臣等人密谋响应拓跋窟咄，同谋人单乌干将实情告诉了拓跋珪。拓跋珪担心振骇人心，深思不采取行动。三天后，于桓计划捉住拓跋珪以响应拓跋窟咄，告诉舅舅穆崇说：“如今拓跋窟咄已经即位，众人都归附他，富贵不可失去，希望舅舅考虑这件事。”穆崇当夜就报告了拓跋珪，拓跋珪于是诛杀了于桓等五人。当时莫题对拓跋珪怀有二心，送箭给拓跋窟咄说：“三岁牛犊怎能负重？”意思是拓跋窟咄年长而拓跋珪年幼，拓跋珪对莫题很忌恨，但对其余莫题等七姓都宽恕而不追究。拓跋珪担心内乱，就向北翻越阴山，前往贺兰部，派遣安同和长孙贺向后燕慕容垂请求援兵。长孙贺逃走投奔了拓跋窟咄，安同抄小道到达中山郡。慕容垂派遣儿子慕容麟率领步兵骑兵六千人跟随安同。安同和慕容垂的使者兰纥一起返回，到达牛川，被拓跋窟咄的侄子拓跋意烈防堵。安同于是隐藏在商人的袋子里，到晚上就躲进空井，得以免死，随之投奔慕容麟。十月，慕容麟的军队既然没到，拓跋窟咄又逐渐向前逼近北魏。贺染干暗中怀有二心，就为拓跋窟咄前来侵犯北魏的北部边境。北魏的人们都惊讶害怕，没有稳固的志向。这时北魏的北部大人叔孙普洛等十三人和各乌丸部落逃跑投奔刘卫辰。慕容麟听说后，马上派遣安同、朱谭等人前往北魏。得知慕容麟的军队靠近，北魏众人才稍微安定。
拓跋珪从弩山回到牛川，驻军在延河以南，拓跋窟咄驻军在高柳。拓跋珪再度派遣安同拜谒慕容麟，因而约定会师的日期。安同返回北魏后，拓跋珪越过参合陂，出兵代郡以北与慕容麟在高柳会师。拓跋窟咄困窘急迫，看见军旗而逃走，投奔刘卫辰，被刘卫辰杀死，拓跋珪收拢了拓跋窟咄全部的部众。

## 延伸阅读
[在维基数据编辑]
 《魏書·卷15》，出自魏收《魏书》